# NGC 502
NGC 502 (również PGC 5034 lub UGC 922) – galaktyka soczewkowata (S0), znajdująca się w gwiazdozbiorze Ryb. Odkrył ją Heinrich Louis d’Arrest 25 września 1862 roku.